# Kuba a 2020. évi nyári olimpiai játékokon
Kuba a japán Tokióban megrendezett 2020. évi nyári olimpiai játékok egyik részt vevő nemzete volt. Az országot 16 sportágban 70 sportoló képviselte, akik összesen 15 érmet szereztek.

## Érmesek
| Érem  | Versenyző                     | Sportág       | Versenyszám                |
| ----- | ----------------------------- | ------------- | -------------------------- |
| Arany | Luis Orta                     | Birkózás      | Férfi 60 kg kötöttfogás    |
| Arany | Mijaín López                  | Birkózás      | Férfi 130 kg kötöttfogás   |
| Arany | Fernando Jorge Serguey Torres | Kajak-kenu    | Férfi C-2 1000 m           |
| Arany | Roniel Iglesias               | Ökölvívás     | Férfi váltósúly            |
| Arany | Arlen López                   | Ökölvívás     | Férfi félnehézsúly         |
| Arany | Julio César La Cruz           | Ökölvívás     | Férfi nehézsúly            |
| Arany | Andy Cruz                     | Ökölvívás     | Férfi könnyűsúly           |
| Ezüst | Idalys Ortiz                  | Cselgáncs     | Női nehézsúly              |
| Ezüst | Juan Miguel Echevarría        | Atlétika      | Férfi távolugrás           |
| Ezüst | Leuris Pupo                   | Sportlövészet | Férfi gyorstüzelő pisztoly |
| Bronz | Rafael Alba                   | Taekwondo     | Férfi nehézsúly            |
| Bronz | Maykel Massó                  | Atlétika      | Férfi távolugrás           |
| Bronz | Yaime Pérez                   | Atlétika      | Női diszkoszvetés          |
| Bronz | Lázaro Álvarez                | Ökölvívás     | Férfi pehelysúly           |
| Bronz | Reineris Salas                | Birkózás      | Férfi 97 kg szabadfogás    |

## Asztalitenisz
| Versenyző                    | Versenyszám  | Selejtező       | 64-es főtábla | 48-as főtábla | 32-es főtábla | Nyolcaddöntő                | Negyeddöntő | Elődöntő | Döntő   | Helyezés |
| ---------------------------- | ------------ | --------------- | ------------- | ------------- | ------------- | --------------------------- | ----------- | -------- | ------- | -------- |
| Daniela Fonseca              | Női egyes    | Lay (AUS) · 0-4 | kiesett       | kiesett       | kiesett       | kiesett                     | kiesett     | kiesett  | kiesett | kiesett  |
| Daniela Fonseca Jorge Campos | Vegyes páros |                 |               |               |               | Franziska/Solja (GER) · 0-4 | kiesett     | kiesett  | kiesett | kiesett  |

## Atlétika
Férfi
| Versenyző              | Versenyszám | Selejtező    | Selejtező    | Döntő        | Döntő        |
| Versenyző              | Versenyszám | Eredmény     | Helyezés     | Eredmény     | Helyezés     |
| ---------------------- | ----------- | ------------ | ------------ | ------------ | ------------ |
| Juan Miguel Echevarría | Távolugrás  | 8.50 m       | 1            | 8.41 m       | Ezüst        |
| Lester Lescay          | Távolugrás  | 7.69 m       | 25           | kiesett      | kiesett      |
| Maykel Massó           | Távolugrás  | 8.07 m       | 7            | 8.21 m       | Bronz        |
| Andy Díaz              | Hármasugrás | visszalépett | visszalépett | visszalépett | visszalépett |
| Cristian Nápoles       | Hármasugrás | 17.08 m      | 4            | 16.63 m      | 10           |
| Luis Zayas             | Magasugrás  | 2.17 m       | 26           | kiesett      | kiesett      |

Női
| Versenyző                                                         | Versenyszám | Előfutam | Előfutam | Elődöntő | Elődöntő | Döntő         | Döntő         |
| Versenyző                                                         | Versenyszám | Idő      | Hely.    | Idő      | Hely.    | Idő           | Helyezés      |
| ----------------------------------------------------------------- | ----------- | -------- | -------- | -------- | -------- | ------------- | ------------- |
| Roxana Gómez                                                      | 400 m       | 50.76    | 2        | 49.71    | 3        | nem ért célba | nem ért célba |
| Rose Mary Almanza                                                 | 800 m       | 2:00.71  | 1        | 1:59.65  | 4        | kiesett       | kiesett       |
| Zurian Hechavarría                                                | 400 m gát   | 54.99    | 6        | 55.21    | 4        | kiesett       | kiesett       |
| Rose Mary Almanza Sahily Diago Zurian Hechavarría Lisneidy Veitía | 4 × 400 m   | 3:24.04  | 2        |          |          | 3:26.92       | 8             |

| Versenyző          | Versenyszám   | Selejtező    | Selejtező    | Döntő        | Döntő        |
| Versenyző          | Versenyszám   | Eredmény     | Helyezés     | Eredmény     | Helyezés     |
| ------------------ | ------------- | ------------ | ------------ | ------------ | ------------ |
| Leyanis Pérez      | Hármasugrás   | visszalépett | visszalépett | visszalépett | visszalépett |
| Liadagmis Povea    | Hármasugrás   | 14.50 m      | 5            | 14.70 m      | 5            |
| Davisleydi Velazco | Hármasugrás   | 14.14 m      | 15           | kiesett      | kiesett      |
| Yarisley Silva     | Rúdugrás      | 4.55 m       | 8            | 4.50 m       | 8            |
| Denia Caballero    | Diszkoszvetés | 57.96 m      | 23           | kiesett      | kiesett      |
| Yaime Pérez        | Diszkoszvetés | 63.18 m      | 7            | 65.72 m      | Bronz        |

| Versenyző          | Versenyszám | Pontszám     | Helyezés     |
| ------------------ | ----------- | ------------ | ------------ |
| Yorgelis Rodríguez | Hétpróba    | visszalépett | visszalépett |

## Birkózás
Férfi
Szabadfogás
| Versenyző        | Versenyszám | Nyolcaddöntő               | Negyeddöntő       | Elődöntő               | Vigaszág elődöntő | Bronz- mérkőzés     | Döntő   | Helyezés |
| ---------------- | ----------- | -------------------------- | ----------------- | ---------------------- | ----------------- | ------------------- | ------- | -------- |
| Alejandro Valdés | 65 kg       | Nyijazbekov (KAZ) · 1-3    | kiesett           | kiesett                | kiesett           | kiesett             | kiesett | kiesett  |
| Geandry Garzón   | 74 kg       | Kadzimahamedav (BLR) · 1-3 |                   |                        | Dake (USA) · 0-4  | kiesett             | kiesett | kiesett  |
| Reineris Salas   | 97 kg       | Hustin (BLR) · 3-1         | Nurov (MKD) · 3-1 | Szadulajev (ROC) · 0-3 |                   | Sarifov (AZE) · 3-1 | kiesett | Bronz    |

Kötöttfogás
| Versenyző        | Versenyszám | Nyolcaddöntő                | Negyeddöntő            | Elődöntő            | Vigaszág elődöntő | Bronz- mérkőzés | Döntő                | Helyezés |
| ---------------- | ----------- | --------------------------- | ---------------------- | ------------------- | ----------------- | --------------- | -------------------- | -------- |
| Luis Orta        | 60 kg       | Hafizov (USA) · 3-0         | Jemelin (ROC) · 3-1    | Ciobanu (MDA) · 4-0 |                   |                 | Fumita (JPN) · 3-1   | Arany    |
| Ismael Borrero   | 67 kg       | Zoidze (GEO) · 1-3          | kiesett                | kiesett             | kiesett           | kiesett         | kiesett              | kiesett  |
| Yosvanys Peña    | 77 kg       | Geraei (IRI) · 1-3          | kiesett                | kiesett             | kiesett           | kiesett         | kiesett              | kiesett  |
| Daniel Grégorich | 87 kg       | Abbaszov (AZE) · 3-1        | Metwally (EGY) · 0-5   | kiesett             | kiesett           | kiesett         | kiesett              | kiesett  |
| Gabriel Rosillo  | 97 kg       | Savolainen (FIN) · 1-3      | kiesett                | kiesett             | kiesett           | kiesett         | kiesett              | kiesett  |
| Mijaín López     | 130 kg      | Alexuc-Ciurariu (ROU) · 4-0 | Mirzazadeh (IRI) · 4-0 | Kayaalp (TUR) · 3-0 |                   |                 | Kadzsaja (GEO) · 3-0 | Arany    |

Női
| Versenyző        | Versenyszám | Nyolcaddöntő     | Negyeddöntő | Elődöntő | Vigaszág elődöntő      | Bronz- mérkőzés | Döntő   | Helyezés |
| ---------------- | ----------- | ---------------- | ----------- | -------- | ---------------------- | --------------- | ------- | -------- |
| Yusneylys Guzmán | 50 kg       | Szun (CHN) · 1-3 |             |          | Livacs (UKR) · 0-5     | kiesett         | kiesett | kiesett  |
| Laura Hérin      | 53 kg       | Pang (CHN) · 1-3 |             |          | Winchester (USA) · 0-3 | kiesett         | kiesett | kiesett  |
| Yudaris Sánchez  | 68 kg       | Csou (CHN) · 1-3 | kiesett     | kiesett  | kiesett                | kiesett         | kiesett | kiesett  |

## Cselgáncs
Férfi
| Versenyző         | Versenyszám | 32-es főtábla         | Nyolcaddöntő | Negyeddöntő | Elődöntő | Vigaszág elődöntő | Bronz- mérkőzés | Döntő   | Helyezés |
| ----------------- | ----------- | --------------------- | ------------ | ----------- | -------- | ----------------- | --------------- | ------- | -------- |
| Magdiel Estrada   | Könnyűsúly  | Sterpu (MDA) · 00-10  | kiesett      | kiesett     | kiesett  | kiesett           | kiesett         | kiesett | kiesett  |
| Iván Felipe Silva | Középsúly   | Žgank (TUR) · 00-01   | kiesett      | kiesett     | kiesett  | kiesett           | kiesett         | kiesett | kiesett  |
| Andy Granda       | Nehézsúly   | Rahimov (TJK) · 00-01 | kiesett      | kiesett     | kiesett  | kiesett           | kiesett         | kiesett | kiesett  |

Női
| Versenyző          | Versenyszám  | 32-es főtábla        | Nyolcaddöntő          | Negyeddöntő           | Elődöntő            | Vigaszágelődöntő        | Bronz-mérkőzés       | Döntő               | Helyezés |
| ------------------ | ------------ | -------------------- | --------------------- | --------------------- | ------------------- | ----------------------- | -------------------- | ------------------- | -------- |
| Maylín del Toro    | Váltósúly    | Dahouk (EOR) · 10-00 | Barrios (VEN) · 00-10 | kiesett               | kiesett             | kiesett                 | kiesett              | kiesett             | kiesett  |
| Kaliema Antomarchi | Félnehézsúly |                      | Prodan (CRO) · 01-00  | Malonga (FRA) · 01-11 |                     | Steenhuis (NED) · 10-00 | Wagner (GER) · 00-01 | kiesett             | 5        |
| Idalys Ortiz       | Nehézsúly    |                      | Nunes (POR) · 01-00   | Hszu (CHN) · 10-00    | Dicko (FRA) · 11-00 |                         |                      | Szone (JPN) · 00-10 | Ezüst    |

## Evezés
| Versenyző     | Versenyszám | Előfutam | Előfutam | Vigaszág | Vigaszág | Negyeddöntő | Negyeddöntő | Elődöntő | Elődöntő | Elődöntő | Döntő | Döntő   | Döntő | Helyezés |
| Versenyző     | Versenyszám | Idő      | Hely.    | Idő      | Hely.    | Idő         | Hely.       | Típus    | Idő      | Hely.    | Típus | Idő     | Hely. | Helyezés |
| ------------- | ----------- | -------- | -------- | -------- | -------- | ----------- | ----------- | -------- | -------- | -------- | ----- | ------- | ----- | -------- |
| Milena Venega | Női egypár  | 8:03.00  | 4        | 8:17.30  | 1        | 8:25.26     | 5           | C/D      | 7:41.18  | 3        | C     | 7:47.40 | 5     | 17       |

## Kajak-kenu
Férfi
| Versenyző                     | Versenyszám | Előfutam | Előfutam | Negyeddöntő | Negyeddöntő | Elődöntő | Elődöntő | Döntő | Döntő    | Döntő    | Helyezés |
| Versenyző                     | Versenyszám | Idő      | Hely.    | Idő         | Hely.       | Idő      | Hely.    | Típus | Idő      | Helyezés | Helyezés |
| ----------------------------- | ----------- | -------- | -------- | ----------- | ----------- | -------- | -------- | ----- | -------- | -------- | -------- |
| Fernando Jorge                | C-1 1000 m  | 4:04.378 | 1        |             |             | 4:04.725 | 4        | A     | 4:13.918 | 7        | 7        |
| José Ramón Pelier             | C-1 1000 m  | 4:06.343 | 2        | 4:09.696    | 6           | B        | 4:02.915 | 1     | 9        |          |          |
| Fernando Jorge Serguey Torres | C-2 1000 m  | 3:39.028 | 2        | 3:27.102    | 2           | A        | 3:24.995 | 1     | Arany    |          |          |

Női
| Versenyző                         | Versenyszám | Előfutam | Előfutam | Negyeddöntő | Negyeddöntő | Elődöntő | Elődöntő | Döntő | Döntő    | Döntő    | Helyezés |
| Versenyző                         | Versenyszám | Idő      | Hely.    | Idő         | Hely.       | Idő      | Hely.    | Típus | Idő      | Helyezés | Helyezés |
| --------------------------------- | ----------- | -------- | -------- | ----------- | ----------- | -------- | -------- | ----- | -------- | -------- | -------- |
| Yarisleidis Cirilo                | C-1 200 m   | 47.267   | 2        |             |             | 48.375   | 6        | B     | 48.582   | 4        | 12       |
| Katherin Nuevo                    | C-1 200 m   | 46.533   | 2        | 49.242      | 8           | B        | 49.024   | 8     | 16       |          |          |
| Yarisleidis Cirilo Katherin Nuevo | C-2 500 m   | 2:03.229 | 3        | 2:03.282    | 1           | 2:03.655 | 2        | A     | 2:01.623 | 6        | 6        |

## Kerékpározás
| Versenyző      | Versenyszám       | Idő     | Helyezés |
| -------------- | ----------------- | ------- | -------- |
| Arlenis Sierra | Női mezőnyverseny | 3:59:47 | 34       |

## Ökölvívás
| Versenyző           | Versenyszám           | Nyolcaddöntő                  | Negyeddöntő          | Elődöntő                 | Döntő                       | Helyezés |
| ------------------- | --------------------- | ----------------------------- | -------------------- | ------------------------ | --------------------------- | -------- |
| Yosvany Veitía      | Férfi légsúly         | Tetteh (GHA) · 5-0            | Yafai (GBR) · 1-4    | kiesett                  | kiesett                     | kiesett  |
| Lázaro Álvarez      | Férfi pehelysúly      | Shahbakhsh (IRI) · leléptetés | Butdee (THA) · 3-2   | Batirgazijev (ROC) · 2-3 | kiesett                     | Bronz    |
| Andy Cruz           | Férfi könnyűsúly      | McCormack (GBR) · 5-0         | Oliveira (BRA) · 4-1 | Garside (AUS) · 5-0      | Davis (USA) · 4-1           | Arany    |
| Roniel Iglesias     | Férfi váltósúly       | Okazava (JPN) · 3-2           | Johnson (USA) · 5-0  | Zamkovoj (ROC) · 5-0     | McCormack (GBR) · 5-0       | Arany    |
| Arlen López         | Férfi félnehézsúly    | Houmri (ALG) · 5-0            | Romero (MEX) · 5-0   | Alfonso (AZE) · 5-0      | Whittaker (GBR) · 4-1       | Arany    |
| Julio César La Cruz | Férfi nehézsúly       | Ochola (KEN) · 5-0            | Reyes (ESP) · 4-1    | Teixeira (BRA) · 4-1     | Gadzsimagomedov (ROC) · 5-0 | Arany    |
| Dainier Peró        | Férfi szupernehézsúly | Salcedo (COL) · 5-0           | Torrez (USA) · 1-4   | kiesett                  | kiesett                     | kiesett  |

## Öttusa
| Versenyző   | Versenyszám | Vívás (V) | Vívás (V) | Úszás   | Úszás | Úszás | Bónusz vívás (B) | Bónusz vívás (B) | Bónusz vívás (B) | Lovaglás | Lovaglás | Lovaglás | Futás/Lövészet | Futás/Lövészet | Futás/Lövészet | Összesen    | Összesen |
| Versenyző   | Versenyszám | Eredmény  | Pont      | Idő     | Hely. | Pont  | Eredmény         | Pont             | V+B Hely.        | Hibapont | Hely.    | Pont     | Idő            | Hely.          | Pont           | Összes pont | Helyezés |
| ----------- | ----------- | --------- | --------- | ------- | ----- | ----- | ---------------- | ---------------- | ---------------- | -------- | -------- | -------- | -------------- | -------------- | -------------- | ----------- | -------- |
| Lester Ders | Férfi       | 10-25     | 160       | 2:01.45 | 15    | 308   | 0-1              | 0                | 34               | kiesett  | 33       | 0        | 11:46.41       | 28             | 594            | 1062        | 36       |
| Leydi Moya  | Női         | 15–20     | 190       | 2:17.96 | 29    | 275   | 1-1              | 1                | 26               | 9        | 15       | 291      | 13:16.65       | 30             | 504            | 1261        | 26       |

## Röplabda

### Strandröplabda
| Versenyző                      | Versenyszám | Csoportkör | Hely | 16 közé jutásért                | Nyolcaddöntő                      | Negyeddöntő | Elődöntő | Döntő   | Helyezés |
| ------------------------------ | ----------- | --- | ---- | ------------------------------- | --------------------------------- | ----------- | -------- | ------- | -------- |
| Lidy Echevarría Leila Martínez | Női         | Artacho/Clancy (AUS) · 15-21;14-21 · Holomina/Makroguzova (ROC) · 16-21;11-21 · Menegatti/Toth (ITA) · 21-16;21-16 | 3.   | Schoon/Stam (NED) · 21-17;21-17 | Klineman/Ross (USA) · 17-21;15-21 | kiesett     | kiesett  | kiesett | kiesett  |

## Sportlövészet
Férfi
| Versenyző     | Versenyszám          | Selejtező | Selejtező | Döntő   | Döntő    |
| Versenyző     | Versenyszám          | Pont      | Helyezés  | Pont    | Helyezés |
| ------------- | -------------------- | --------- | --------- | ------- | -------- |
| Jorge Álvarez | Gyorstüzelő pisztoly | 578       | 12        | kiesett | kiesett  |
| Leuris Pupo   | Gyorstüzelő pisztoly | 583       | 5         | 29      | Ezüst    |
| Jorge Grau    | Légpisztoly          | 574       | 19        | kiesett | kiesett  |

Női
| Versenyző        | Versenyszám          | Selejtező | Selejtező | Döntő   | Döntő    |
| Versenyző        | Versenyszám          | Pont      | Helyezés  | Pont    | Helyezés |
| ---------------- | -------------------- | --------- | --------- | ------- | -------- |
| Eglis Yaima Cruz | Légpuska             | 620.5     | 37        | kiesett | kiesett  |
| Eglis Yaima Cruz | Sportpuska összetett | 1163      | 23        | kiesett | kiesett  |
| Laina Pérez      | Légpisztoly          | 567       | 32        | kiesett | kiesett  |
| Laina Pérez      | Légpuska             | 582       | 14        | kiesett | kiesett  |

Vegyes
| Versenyző              | Versenyszám | Selejtező | Selejtező | Döntő   | Döntő    |
| Versenyző              | Versenyszám | Pont      | Helyezés  | Pont    | Helyezés |
| ---------------------- | ----------- | --------- | --------- | ------- | -------- |
| Laina Pérez Jorge Grau | Légpisztoly | 568       | 14        | kiesett | kiesett  |

## Súlyemelés
| Versenyző        | Versenyszám | Szakítás | Szakítás | Lökés    | Lökés    | Összesen | Helyezés |
| Versenyző        | Versenyszám | Eredmény | Helyezés | Eredmény | Helyezés | Összesen | Helyezés |
| ---------------- | ----------- | -------- | -------- | -------- | -------- | -------- | -------- |
| Olfides Sáez     | Férfi 96 kg | 156 kg   | 11       | 203 kg   | 7        | 359 kg   | 9        |
| Ludia Montero    | Női 49 kg   | 82 kg    | 5        | 96 kg    | 7        | 178 kg   | 6        |
| Marina Rodríguez | Női 64 kg   | 98 kg    | 11       | 123 kg   | 6        | 221 kg   | 8        |
| Eyurkenia Pileta | Női +87 kg  | 96 kg    | 10       | 129 kg   | 8        | 225 kg   | 9        |

## Taekwondo
| Versenyző   | Versenyszám     | Nyolcaddöntő              | Negyeddöntő | Elődöntő | Vigaszág elődöntő | Bronz- mérkőzés  | Döntő   | Helyezés |
| ----------- | --------------- | ------------------------- | ----------- | -------- | ----------------- | ---------------- | ------- | -------- |
| Rafael Alba | Férfi nehézsúly | Georgievszki (MKD) · 8-11 |             |          | Gbané (CIV) · 8-2 | Szun (CHN) · 5-4 | kiesett | Bronz    |

## Torna
| Versenyző      | Versenyszám | Selejtező | Selejtező | Döntő    | Döntő    |
| Versenyző      | Versenyszám | Pontszám  | Helyezés  | Pontszám | Helyezés |
| -------------- | ----------- | --------- | --------- | -------- | -------- |
| Marcia Videaux | Női ugrás   | 13.499    | 16        | kiesett  | kiesett  |

## Úszás
| Versenyző        | Versenyszám          | Előfutam | Előfutam | Előfutam | Elődöntő | Elődöntő | Elődöntő | Döntő   | Döntő    |
| Versenyző        | Versenyszám          | Idő      | Hely.    | Össz.    | Idő      | Hely.    | Össz.    | Idő     | Helyezés |
| ---------------- | -------------------- | -------- | -------- | -------- | -------- | -------- | -------- | ------- | -------- |
| Luis Vega Torres | Férfi 200 m pillangó | 1:59.00  | 8        | 31       | kiesett  | kiesett  | kiesett  | kiesett | kiesett  |
| Luis Vega Torres | Férfi 400 m vegyes   | 4:27.65  | 5        | 29       |          |          |          | kiesett | kiesett  |
| Elisbet Gámez    | Női 200 m gyors      | 2:00.56  | 8        | 23       | kiesett  | kiesett  | kiesett  | kiesett | kiesett  |